# Parti agraire national
Pour les articles homonymes, voir Parti agraire et Pan (homonymie).
Le Parti agraire national (P-A-N) est une formation politique agrarienne française fondée en 1897 par le vicomte d'Hugues, député royaliste et antisémite des Basses-Alpes.

## Histoire

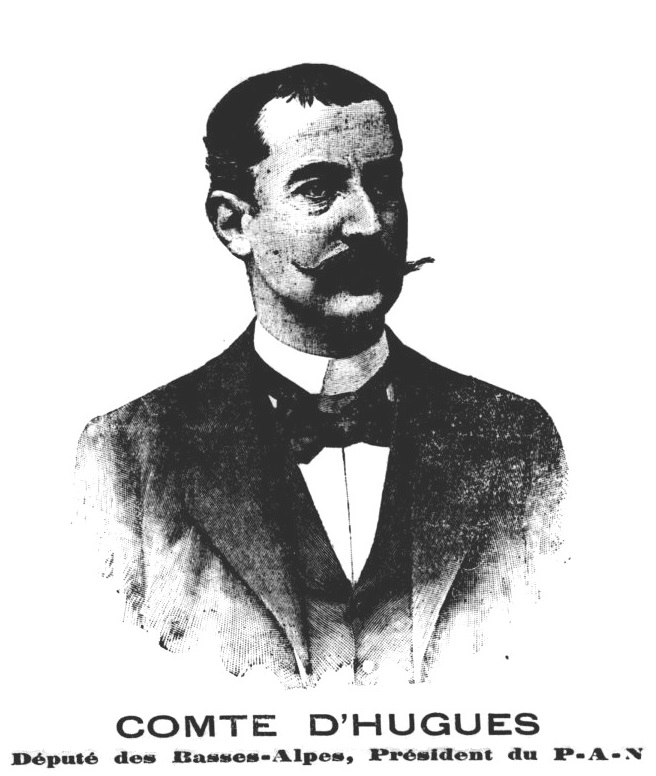
Paul-Antonin d'Hugues, président-fondateur du P-A-N

Le Parti agraire national (P-A-N) est fondé en mai 1897 par le vicomte d'Hugues. Membre de la Société des agriculteurs de France (SAF), D'Hugues considère que l'action de celle-ci est entravée par son ouverture aux industriels et aux financiers, dont certains sont juifs ou protestants. Déjà président-fondateur du Syndicat agricole des Alpes, le vicomte d'Hugues utilise la loi Waldeck-Rousseau de 1884 pour créer le P-A-N sous la forme juridique d'un syndicat professionnel, ce qui doit permettre au parti de s'affranchir de l'approbation gouvernementale nécessaire à la constitution des autres types de société.

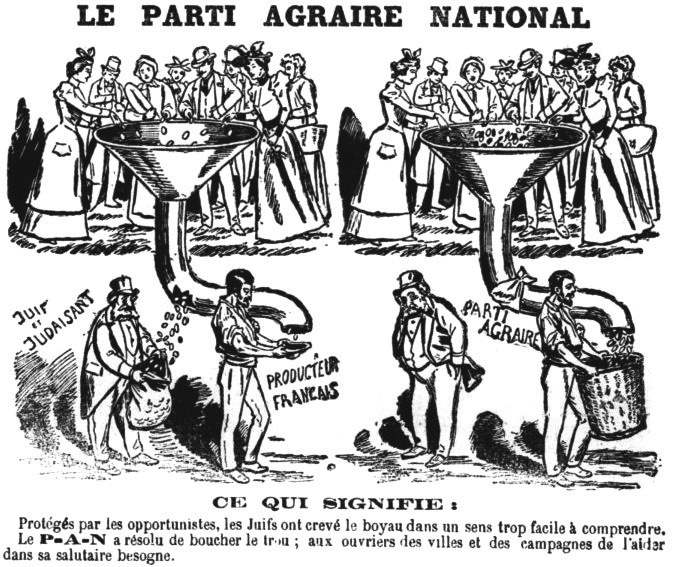
Publicité antisémite pour le P-A-N

Au moment du lancement du P-A-N, en juillet 1897, D'Hugues annonce que le parti aura « des tendances nettement antisémites », accueillant exclusivement des propriétaires et exploitants agricoles catholiques. Ses statuts excluent d'ailleurs les juifs et les protestants. Ce sectarisme affiché fait écrire au journaliste républicain Édouard Sylvin que le P-A-N n'est qu'un « faux nez » du « parti clérical ». De fait, plusieurs membres du parti, dont son fondateur, appartiennent également au comité Justice-Égalité (d) du Père Adéodat (d) Debauge.
Le P-A-N, qui compte présenter des candidats aux élections, réclame la réduction des impôts et des taxes concernant les agriculteurs. Ses modèles sont la Ligue agraire allemande, le Parti agraire autrichien du comte Johann Ledebur-Wicheln (d) et la Ligue des paysans belges.
Le P-A-N a la même devise que plusieurs syndicats agricoles : « Le sol, c'est la patrie ». Elle figure sur une publicité, dessinée par Charles Huard, qui est diffusée dans la presse : on y voit une allégorie de la France agricole tenant d'une main une charrue et de l'autre le bluet, signe de ralliement des étudiants antisémites.
Le siège du parti est domicilié chez son président, le vicomte d'Hugues, au no 30 de l'avenue Rapp, à Paris, tandis que ses bureaux sont installés au no 6 de la rue de Monttessuy. Son secrétaire général est Camille Jarre (d), ancien président du Groupe des étudiants antisémites. Le vice-président du parti est d'abord Émile Garnot, président du Syndicat des agriculteurs de la Manche, puis Jules Davost, vice-président du Syndicat des agriculteurs de la Loire-Inférieure.
Au début de l'année 1898, le P-A-N revendique 1 500 adhérents.
En vue des élections législatives de 1898, le P-A-N publie un manifeste contenant une plateforme programmatique en trois points : élection, sur le modèle des chambres de commerce, de chambres d'agricultures composées d'agriculteurs ; diminution des impôts agraires ; répression de l'agiotage et adoption de mesures visant à « défendre les intérêts français contre les Juifs et les spéculateurs cosmopolites ». Le parti soutient notamment la candidature d'Henry de Coursac (d) dans la première circonscription de Poitiers et celle de Joseph Lasies dans le Gers. Malgré un contexte favorable à l'élection de plusieurs nouveaux députés « antijuifs », De Coursac est battu et D'Hugues perd son siège.
Encore actif en 1899, le P-A-N se fait ensuite oublier et semble avoir disparu moins de dix ans plus tard.

## Adhérents notables
- François d'Aulan[3]
- abbé Joseph-Henri Bordron (d), président du Cercle central d'études sociales de Paris[14]
- César Caire[3]
- Henry de Coursac (d)[15]
- Jules Davost[8]
- Jules Delahaye[3]
- G. de Dormy (administrateur en 1898)[16]
- Julien Dumas[3]
- Renaud d'Elissagaray[3]
- Émile Garnot[9]
- Léon Harmel[3]
- Paul-Antonin d'Hugues
- Camille Jarre (d)[8]
- Joseph Lasies[9]
- René de La Tour du Pin[3]
- Jules-Auguste Lemire[3]
- Xavier de Magallon[3]
- Émile Marsac (d)[2]
- Pierre Monicat (d)[3]
- Alfred de Péraldi[9]
- Émile de Saint-Auban[3]
- Jules Séverin[8]
- abbé Léon Vial (d)[8]